# فاروق الشرع
فاروق الشرع (زاده ۱۰ دسامبر ۱۹۳۸ در دمشق) دیپلمات و سیاستمدار سوری است. او از عالی‌رتبه‌ترین مسئولین دولت سوریه و حزب بعث این کشور به‌شمار می‌رود. الشرع، از سال ۱۹۸۴ تا ۲۰۰۶ وزیر امور خارجه و از ۲۰۰۶ تا ۲۰۱۲ معاون اول رئیس‌جمهور این کشور بود.

## زندگی‌نامه
او در سال ۱۹۳۸ در دمشق در خانواده‌ای سنی از اهالی استان درعا متولد شد و لیسانس زبان انگلیسی را از دانشگاه دمشق و مدرک حقوق بین‌الملل از دانشگاه لندن دریافت کرد. وی را از فعال‌ترین سیاستمداران سوریه در زمان فعالیتش در حوزه روابط خارجی می‌دانند که توانسته بود روابط خوبی با کشورهای همسایه سوریه، در زمان حضورش در وزارت امور خارجه سوریه، پدیدار سازد.
در جریان اعتراضات سال ۲۰۱۲ سوریه اخباری در مورد جدایی فاروق‌الشرع از دولت سوریه و فرار او از این کشور منتشر شد. اما درنهایت، پس از مدتی غیبت بحث‌برانگیز، در محافل عمومی ظاهر شد. در اکتبر ۲۰۱۲ احمد داووداغلو وزیر امورخارجه ترکیه از هواداران مخالفان حکومت بشار اسد، اعلام کرد از تشکیل دولت انتقالی در این کشور به ریاست فاروق الشرع حمایت می‌کند و مدعی شد که فاروق الشرع تلاش کرده تا از این کشور فرار کند، اما موفق نشد.

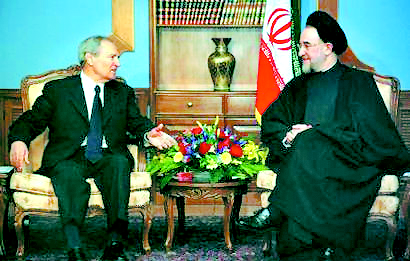
فاروق و خاتمی در سال ۲۰۰۳ میلادی

بعد از انتخابات ریاست‌جمهوری سوریه (۲۰۱۴) که به پیروزی قاطع بشار اسد برای سومین دوره پیاپی منتج شد، غیبت نام الشرع در بین اسامی وزرای پیشنهادی برای دولت جدید، از خبرسازترین رویدادها بود. وی در مراسم تحلیف بشار اسد در مجلس سوریه نیز غایب بود. سیاستمداران، اختلاف نظرهای پیش‌آمده بین وی و اسد، از زمان شروع گفتگوهای صلح بین دولت و مخالفان سوریه در سال ۲۰۱۱ را منشأ جدایی تدریجی وی با اسد می‌دانند که باعث شده پس از بازنشستگی اجباری وی از حضور در حزب بعث سوریه و جبهه پیشرفت ملی، نوبت به خروج وی از دولت جدید سوریه رسید که کار خود را از سال ۲۰۱۴ شروع کرده است و ایشان بازنشسته شده است.